# توماس كولتر (لاعب)
توماس كولتر هو لاعب هوكي الجليد كندي، ولد في 21 أبريل 1911 في وينيبيغ في كندا، وتوفي في 17 ديسمبر 2003.

## وصلات خارجية
- توماس كولتر على موقع دوري الهوكي الوطني (الإنجليزية)
- توماس كولتر على موقع قاعة مشاهير الهوكي (لاعب أن.إتش.أل) (الإنجليزية)
- توماس كولتر على موقع EliteProspects.com (الإنجليزية)
- توماس كولتر على موقع HockeyDB.com (الإنجليزية)
- توماس كولتر على موقع Hockey-Reference.com (الإنجليزية)
- توماس كولتر على موقع أوليمبيديا (الإنجليزية)